# Mac OS X Public Beta
Mac OS X Public Beta (кодовое название «Kodiak») — ранняя бета-версия операционной системы Apple Mac OS X, представленная 13 сентября 2000 года. Покупка этого продукта за 29,95 доллара США позволяла разработчикам и будущим пользователям ознакомиться с семейством Mac OS X.
В Mac OS X Public Beta впервые был представлен интерфейс Aqua.
В марте 2001 была выпущена Mac OS X 10.0, период бета-тестирования закончился. Установившие на тот момент Public Beta получали скидку 30 долларов на покупку новой, полной версии операционной системы

## Предустановленное ПО
В Public Beta были предустановлены многие программы, используемые в операционных системах Apple до сих пор — TextEdit, Preview, Mail, Quicktime Player, Terminal.
Некоторое ПО Public Beta впоследствии в ОС Apple не использовалось. Например, в тестовой операционной системе присутствовал достаточно примитивный MP3-плеер (iTunes создали позже), Sketch (программа для рисования в векторной графике), HTMLEdit (HTML-редактор, основанный на WebObjects).
Количество встроенного ПО было весьма ограниченным. Зато пользователи могли использовать свободное, не имеющее отношения к Apple программное обеспечение.

## Ограничения
Mac OS X Public Beta имела некоторые ограничения и недостатки. Некоторые функции и приложения, доступные в классической Mac OS, не были полностью поддерживаемыми или отсутствовали в этой версии. Также были проблемы совместимости с некоторым программным обеспечением и аппаратным обеспечением.

## Новые функции
Операционная система включала ряд новых функций, таких как Aqua UI, которая предлагала современный и стильный интерфейс, поддержку многозадачности, улучшенную безопасность и стабильность, а также интеграцию с сетью и Интернетом.

## Технологии
Mac OS X Public Beta основывалась на ядре Darwin, которое было разработано на основе открытого кода. Это позволяло разработчикам создавать приложения и расширения для операционной системы.

## Интерфейс
Mac OS X Public Beta представляла собой значительно обновленный интерфейс по сравнению с классической Mac OS. Она включала новую панель Dock, которая содержала ярлыки приложений и позволяла быстрый доступ к ним, а также новую панель меню с расширенными функциями.

## Цель
Основная цель Mac OS X Public Beta заключалась в том, чтобы предоставить пользователям возможность ознакомиться с новой операционной системой и собрать обратную связь от них для дальнейшего улучшения и развития системы.

## Обратная связь
Apple активно сотрудничала с пользователями Mac OS X Public Beta, чтобы получить от них обратную связь и исправить ошибки и проблемы. Это помогло компании улучшить систему и подготовиться к выпуску полноценной версии Mac OS X.